# Saturnia
Genre
Pour les articles homonymes, voir Saturnia (homonymie).
Le genre Saturnia regroupe des  lépidoptères (papillons) de la famille des Saturniidae, de la sous-famille des Saturniinae et de la tribu des Saturniini.

## Systématique
- Le genre Saturnia a été décrit par l'entomologiste autrichien Franz von Paula Schrank en 1802[1].
- L'espèce type pour le genre est Saturnia (Saturnia) pyri (Denis & Schiffermüller, 1775).

## Synonymie
- Heraea Hübner, 1806[2]
- Pavonia Hübner, 1819[3]
- Calosaturnia Smith, 1886[4]
- Eudia Jordan, 1911[5]

## Taxinomie
Liste des espèces
- Saturnia albofasciata (Johnson, 1938) ;
- Saturnia atlantica Lucas, 1849 — Paon de nuit de Lucas ;
- Saturnia (Perisomena) caecigena Kupido, 1825 (sud-est de l'Europe) ;
- Saturnia cephalariae (Christoph in Romanoff, 1885) ;
- Saturnia mendocino Behrens, 1876 ;
- Saturnia pavonia (Linnaeus, 1758) — Petit Paon de nuit ;
- Saturnia pavoniella (Scopoli, 1763) — Petit Paon de Scopoli ;
- Saturnia (Saturnia) pyri (Denis & Schiffermüller, 1775) — Grand Paon de nuit ;
- Saturnia spini (Denis et Schiffermüller, 1775) — Moyen Paon de nuit ;
- Saturnia walterorum (Hogue & Johnson, 1958).

Sous-genres en Europe
- Eudia
- Perisomena
- Saturnia